# Курбатово (городской округ Серебряные Пруды)
Курбатово — деревня в городском округе Серебряные Пруды Московской области.

## География
Находится в южной части Московской области на расстоянии приблизительно 9 километров на запад по прямой от окружного центра посёлка Серебряные Пруды.

## История
Известна с 1597 года, названа по имени владельцев. С XVIII века принадлежала Самариным. В 1816 году 28 дворов, в 1858-18, в 1916 — 51, в 1974 — 25. С 1957 года открыт щебёночный завод. В 1999 году учтено 29 дач. В период 2006—2015 годов входила в состав сельского поселения Мочильское Серебряно-Прудского района.

## Население
Постоянное население составляло 141 человек (1765),181 (1782), 174 (1795), 174 (1816), 227 (1858), 358 (1916), 61 (1974), 20 в 2002 году (русские 80 %), 11 в 2010.